# Campeonato manomanista de promoción 2015
El Campeonato manomanista de promoción 2015, competición de pelota vasca en la variante de pelota mano profesional de segunda categoría, se disputó en el año 2015. Estuvo organizada por la LEPM (Liga de Empresas de Pelota Mano), compuesta por las dos principales empresas dentro del ámbito profesional de la pelota mano, Asegarce y ASPE.

## Pelotaris
| - Pelotaris de Asegarce: - Diego Iturriaga (1/8) - Ladis Galarza (1/8) - Jorge Rico, Rico IV (1/4) - Iker Tainta (1/4) - Victor Esteban (1/4) |  | - Pelotaris de ASPE: - Gorka Esteban (1/8) - Iker Irribarria (1/8) - Aitor Irusta (1/8) - Erik Jaka (1/8) - Aitor Mendizabal, Mendizabal III (1/8) - Miguel Merino (1/8) - Xabier Tolosa (1/8) - Julen Urruzola (1/8) |

## Octavos de final
| Fecha    | Frontón y localidad                               | Rojo           | Azul       | Tanteo |
| -------- | ------------------------------------------------- | -------------- | ---------- | ------ |
| 24/04/15 | Frontón Municipal, Munitibar-Arbatzegi-Gerrikaitz | Gorka          | Irusta     | 22-9   |
| 01/05/15 | Frontón Beloki, Zumárraga                         | Mendizabal III | Urruzola   | 22-3   |
| 08/05/15 | Frontón Municipal, Vergara                        | Tolosa         | Irribarria | 7-22   |
| 08/05/15 | Frontón Municipal, Vergara                        | Merino         | Jaka       | 22-17  |
| 08/05/15 | Frontón Jai-Alai, Orduña                          | Ladis Galarza  | Iturriaga  | 22-13  |

## Cuartos de final
| Fecha    | Frontón y localidad                            | Rojo    | Azul           | Tanteo |
| -------- | ---------------------------------------------- | ------- | -------------- | ------ |
| 15/05/15 | Frontón Municipal, Ceánuri                     | Rico IV | Mendizabal III | 4-22   |
| 15/05/15 | Frontón Municipal, Santo Domingo de la Calzada | Gorka   | Victor         | 12-22  |
| 16/05/15 | Frontón Labrit, Pamplona                       | Merino  | Ladis Galarza  | 22-15  |
| 17/05/15 | Frontón Astelena, Éibar                        | Tainta  | Irribarria     | 8-22   |

## Semifinales
| Fecha    | Frontón y localidad      | Rojo           | Azul       | Tanteo |
| -------- | ------------------------ | -------------- | ---------- | ------ |
| 23/05/15 | Frontón Labrit, Pamplona | Mendizabal III | Victor     | 17-22  |
| 24/05/15 | Frontón Astelena, Éibar  | Merino         | Irribarria | 8-22   |

## Final
| Fecha    | Frontón y localidad      | Rojo   | Azul       | Tanteo |
| -------- | ------------------------ | ------ | ---------- | ------ |
| 07/06/15 | Frontón Beotibar, Tolosa | Victor | Irribarria | 22-17  |

- Datos: Q23955960